# 바르네벨트

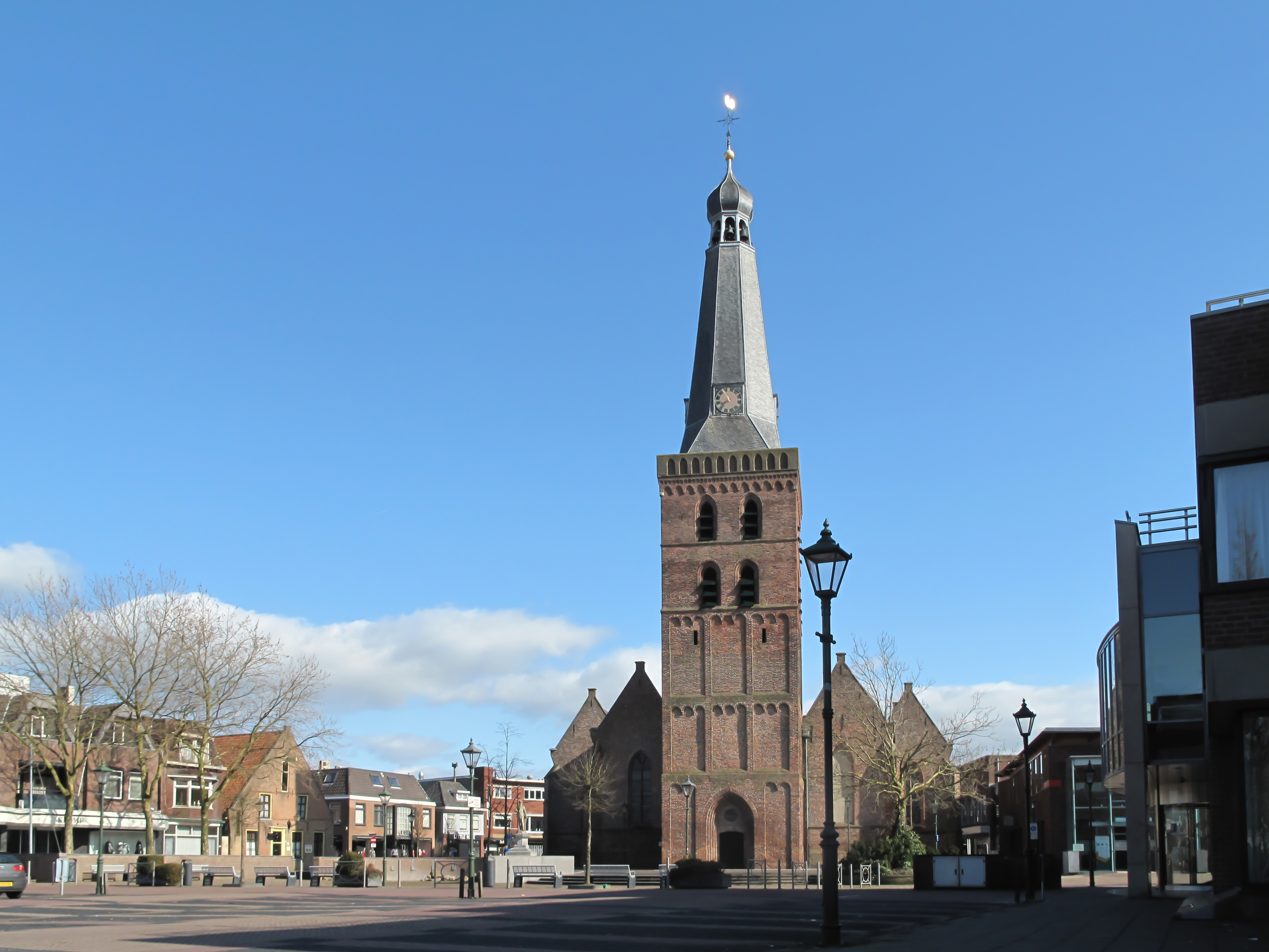
바르네벨트

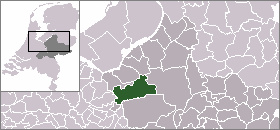
바르네벨트의 위치

바르네벨트(네덜란드어: Barneveld)는 네덜란드 헬데를란트주의 도시로 면적은 176.69km2, 높이는 10m, 인구는 54,356명(2014년 5월 기준), 인구 밀도는 309명/km2이다.

시기
시 문장